# کامکو اینوست
کامکو اینوست (انگلیسی: Kamco Invest) شرکت خدمات مالی و سرمایه‌گذاری کویتی است، که در سال ۱۹۹۸ تأسیس شد.